# Brier
Pour les articles homonymes, voir Brier (homonymie).
Le Brier Montana’s, aussi connu sous le nom de Le Brier, est le championnat canadien annuel de curling masculin, sanctionné par l'Association canadienne de curling (ACC). L'évènement actuel porte le nom de son commanditaire majeur, la chaîne de restauration Montana’s, mais il est souvent désigné sous son appellation nominale d'origine, Le Brier.

## Champions

### Brier Macdonald
| Brier | Province championne                             | Équipe championne                                                      | Hôte                                            |
| ----- | ----------------------------------------------- | ---------------------------------------------------------------------- | ----------------------------------------------- |
| 1927  | Nouvelle-Écosse                                 | Murray Macneill, Al Macinnes, Cliff Torey, Jim Donahoe                 | Toronto                                         |
| 1928  | Manitoba                                        | Gordon Hudson, Sam Penwarden, Ron Singbush, Bill Grant                 | Toronto                                         |
| 1929  | Manitoba                                        | Gordon Hudson, Don Rollo, Ron Singbusch, Bill Grant                    | Toronto                                         |
| 1930  | Manitoba                                        | Harold Wood, Jimmy Congalton, Victor Wood, Lionel Wood                 | Toronto                                         |
| 1931  | Manitoba                                        | Bob Gourlay, Ernie Pollard, Arnold Lockerbie, Ray Stewart              | Toronto                                         |
| 1932  | Manitoba                                        | Jimmy Congalton, Howard Wood, Bill Noble, Harry Mawhinney              | Toronto                                         |
| 1933  | Alberta                                         | Cliff Manahan, Harold Deeton, Harold Wolfe, Bert Ross                  | Toronto                                         |
| 1934  | Manitoba                                        | Leo Johnson, Lorne Stewart, Linc Johnson, Marno Frederickson           | Toronto                                         |
| 1935  | Ontario                                         | Gordon Campbell, Don Campbell, Gord Coates, Duncan Campbell            | Toronto                                         |
| 1936  | Manitoba                                        | Ken Watson, Grant Watson, Marvin MacIntyre, Charles Kerr               | Toronto                                         |
| 1937  | Alberta                                         | Cliff Manahan, Wes Robinson, Ross Manahan, Lloyd McIntyre              | Toronto                                         |
| 1938  | Manitoba                                        | Ab Gowanlock, Bung Cartwell, Bill McKnight, Tom Knight                 | Toronto                                         |
| 1939  | Ontario                                         | Bert Hall, Perry Hall, Ernie Parks, Cam Seagram                        | Toronto                                         |
| 1940  | Manitoba                                        | Howard Wood, Ernie Pollard, Howard Wood, Jr., Roy Enman                | Winnipeg, Manitoba                              |
| 1941  | Alberta                                         | Howard Palmer, Jack Lebeau, Art Gooder, Clare Webb                     | Toronto                                         |
| 1942  | Manitoba                                        | Ken Watson, Grant Watson, Charlie Scrymgeour, Jim Grant                | Québec, Québec                                  |
| 1943  | Annulée en raison de la Seconde Guerre mondiale | Annulée en raison de la Seconde Guerre mondiale                        | Annulée en raison de la Seconde Guerre mondiale |
| 1944  | Annulée en raison de la Seconde Guerre mondiale | Annulée en raison de la Seconde Guerre mondiale                        | Annulée en raison de la Seconde Guerre mondiale |
| 1945  | Annulée en raison de la Seconde Guerre mondiale | Annulée en raison de la Seconde Guerre mondiale                        | Annulée en raison de la Seconde Guerre mondiale |
| 1946  | Alberta                                         | Billy Rose, Bart Swelin, Austin Smith, George Crooks                   | Saskatoon, Saskatchewan                         |
| 1947  | Manitoba                                        | Jimmy Welsh, Alex Welsh, Jack Reid, Harry Monk                         | Saint-Jean, Nouveau-Brunswick                   |
| 1948  | Colombie-Britannique                            | Frenchy D'Amour, Bob McGhie, Fred Wendell, Jim Mark                    | Calgary, Alberta                                |
| 1949  | Manitoba                                        | Ken Watson, Grant Watson, Lyle Dyker, Charles Read                     | Hamilton, Ontario                               |
| 1950  | Nord de l'Ontario                               | Tim Ramsay, Len Williamson, Bill Weston, Billy Kenny                   | Vancouver                                       |
| 1951  | Nouvelle-Écosse                                 | Don Oyler, George Hanson, Fred Dyke, Wally Knock                       | Halifax, Nouvelle-Écosse                        |
| 1952  | Manitoba                                        | Billy Walsh, Al Langlois, Andy McWilliams, John Watson                 | Winnipeg, Manitoba                              |
| 1953  | Manitoba                                        | Ab Gowanlock, Jim Williams, Art Pollon, Russ Jackman                   | Sudbury, Ontario                                |
| 1954  | Alberta                                         | Matt Baldwin, Glenn Gray, Pete Ferry, Jim Collins                      | Edmonton, Alberta                               |
| 1955  | Saskatchewan                                    | Garnet Campbell, Don Campbell, Glen Campbell (en), Lloyd Campbell      | Regina, Saskatchewan                            |
| 1956  | Manitoba                                        | Billy Walsh, Al Langlois, Cy White, Andy McWilliams                    | Moncton, Nouveau-Brunswick                      |
| 1957  | Alberta                                         | Matt Baldwin, Gordon Haynes, Art Kleinmeyer, Bill Price                | Kingston, Ontario                               |
| 1958  | Alberta                                         | Matt Baldwin, Jack Geddes, Gordon Haynes, Bill Price                   | Victoria, Colombie-Britannique                  |
| 1959  | Saskatchewan                                    | Ernie Richardson, Arnold Richardson, Garnet Richardson, Wes Richardson | Québec, Québec                                  |
| 1960  | Saskatchewan                                    | Ernie Richardson, Arnold Richardson, Garnet Richardson, Wes Richardson | Fort William, Ontario                           |
| 1961  | Alberta                                         | Hec Gervais, Ron Anton, Ray Werner, Wally Ursuliak                     | Calgary, Alberta                                |
| 1962  | Saskatchewan                                    | Ernie Richardson, Arnold Richardson, Garnet Richardson, Wes Richardson | Kitchener-Waterloo, Ontario                     |
| 1963  | Saskatchewan                                    | Ernie Richardson, Arnold Richardson, Garnet Richardson, Mel Perry      | Brandon, Manitoba                               |
| 1964  | Colombie-Britannique                            | Lyall Dagg, Léo Hébert, Fred Britton, Barry Naimark                    | Charlottetown, Île-du-Prince-Édouard            |
| 1965  | Manitoba                                        | Terry Braunstein, Don Duguid, Ron Braunstein, Ray Turnbull             | Saskatoon, Saskatchewan                         |
| 1966  | Alberta                                         | Ron Northcott, George Finks, Bernie Sparkes, Fred Storey               | Halifax, Nouvelle-Écosse                        |
| 1967  | Ontario                                         | Alf Phillips, Jr., John Ross, Ron Manning, Keith Reilly                | Ottawa                                          |
| 1968  | Alberta                                         | Ron Northcott, Jim Shields, Bernie Sparkes, Fred Storey                | Kelowna, Colombie-Britannique                   |
| 1969  | Alberta                                         | Ron Northcott, Dave Gerlach, Bernie Sparkes, Fred Storey               | Oshawa, Ontario                                 |
| 1970  | Manitoba                                        | Don Duguid, Rod Hunter, Jim Pettapiece, Bryan Wood                     | Winnipeg, Manitoba                              |
| 1971  | Manitoba                                        | Don Duguid, Rod Hunter, Jim Pettapiece, Bryan Wood                     | Québec, Québec                                  |
| 1972  | Manitoba                                        | Orest Meleschuk, Dave Romaro, John Hanesiak, Pat Hailley               | Saint-Jean, Terre-Neuve-et-Labrador             |
| 1973  | Saskatchewan                                    | Harvey Mazinke, Billy Martin, George Achtymichuk, Dan Klippenstein     | Edmonton, Alberta                               |
| 1974  | Alberta                                         | Hec Gervais, Ron Anton, Warren Hansen, Darrel Sutton                   | London, Ontario                                 |
| 1975  | Nord de l'Ontario                               | Bill Tetley, Rick Lang, Bill Hodgson, Peter Hnatiw                     | Fredericton, Nouveau-Brunswick                  |
| 1976  | Terre-Neuve-et-Labrador                         | Jack Macduff, Toby Mcdonald, Doug Hudson, Ken Templeton                | Regina, Saskatchewan                            |
| 1977  | Québec                                          | Jim Ursel, Art Lobel, Don Aitken, Brian Ross                           | Montréal                                        |
| 1978  | Alberta                                         | Ed Lukowich, Mike Chernoff, Dale Johnston, Ron Schindle                | Vancouver                                       |
| 1979  | Manitoba                                        | Barry Fry, Bill Carey, Gordon Sparkes, Bryan Wood                      | Ottawa                                          |

### BrierLabatt
| Brier | Province championne  | Équipe championne                                            | Province finaliste   | Équipe finaliste                                               | Hôte                            |
| ----- | -------------------- | ------------------------------------------------------------ | -------------------- | -------------------------------------------------------------- | ------------------------------- |
| 1980  | Saskatchewan         | Rick Folk, Ron Mills, Tom Wilson, Jim Wilson                 | Nord de l'Ontario    | Al Hackner, Rick Lang, Bob Nichol, Bruce Kennedy               | Calgary, Alberta                |
| 1981  | Manitoba             | Kerry Burtnyk, Mark Olson, Jim Spencer, Ron Kammerlock       | Nord de l'Ontario    | Al Hackner, Rick Lang, Bob Nichol, Bruce Kennedy               | Halifax, Nova Scotia            |
| 1982  | Nord de l'Ontario    | Al Hackner, Rick Lang, Bob Nichol, Bruce Kennedy             | Colombie-Britannique | Brent Giles, Greg Monkman, Al Roemer, Brad Giles               | Brandon, Manitoba               |
| 1983  | Ontario              | Ed Werenich, Paul Savage, John Kawaja, Neil Harrison         | Alberta              | Ed Lukowich, Mike Chernoff, Neil Houston, Brent Syme           | Sudbury                         |
| 1984  | Manitoba             | Michael Riley, Brian Toews, John Helston, Russ Wookey        | Ontario              | Ed Werenich, Paul Savage, John Kawaja, Neil Harrison           | Victoria (Colombie-Britannique) |
| 1985  | Nord de l'Ontario    | Al Hackner, Rick Lang, Ian Tetley, Pat Perroud               | Alberta              | Pat Ryan, Gord Trenchie, Don McKenzie, Don Walchuk             | Moncton, New Brunswick          |
| 1986  | Alberta              | Ed Lukowich, John Ferguson, Neil Houston, Brent Syme         | Ontario              | Russ Howard, Glenn Howard, Tim Belcourt, Kent Carstairs        | Kitchener-Waterloo, Ontario     |
| 1987  | Ontario              | Russ Howard, Glenn Howard, Tim Belcourt, Kent Carstairs      | Colombie-Britannique | Bernie Sparkes, Jim Armstrong, Monte Ziola, Jamie Sexton       | Edmonton, Alberta               |
| 1988  | Alberta              | Pat Ryan, Randy Ferbey, Don Walchuk, Don McKenzie            | Saskatchewan         | Eugene Hritzuk, Del Shaughnessy, Murray Soparlo, Don Dabrowski | Chicoutimi-Jonquière, Quebec    |
| 1989  | Alberta              | Pat Ryan, Randy Ferbey, Don Walchuk, Don McKenzie            | Colombie-Britannique | Rick Folk, Bert Gretzinger, Rob Koffski, Doug Smith            | Saskatoon (Saskatchewan)        |
| 1990  | Ontario              | Ed Werenich, John Kawaja, Ian Tetley, Pat Perroud            | Nouveau-Brunswick    | Jim Sullivan, Charlie Sullivan, Sr., Craig Burgess, Paul Power | Sault Ste. Marie                |
| 1991  | Alberta              | Kevin Martin, Kevin Park, Dan Petryk, Don Barlett            | Saskatchewan         | Randy Woytowich, Brian McCusker, Wyatt Buck, John Grundy       | Hamilton, Ontario               |
| 1992  | Manitoba             | Vic Peters, Dan Carey, Chris Neufeld, Don Rudd               | Ontario              | Russ Howard, Glenn Howard, Wayne Middaugh, Peter Corner        | Regina, Saskatchewan            |
| 1993  | Ontario              | Russ Howard, Glenn Howard, Wayne Middaugh, Peter Corner      | Colombie-Britannique | Rick Folk, Pat Ryan, Bert Gretzinger, Gerry Richard            | Ottawa                          |
| 1994  | Colombie-Britannique | Rick Folk, Pat Ryan, Bert Gretzinger, Gerry Richard          | Ontario              | Russ Howard, Glenn Howard, Wayne Middaugh, Peter Corner        | Red Deer (Alberta)              |
| 1995  | Manitoba             | Kerry Burtnyk, Jeff Ryan, Rob Meakin, Keith Fenton           | Saskatchewan         | Brad Heidt, Mark Dacey, Wayne Charteris, Dan Ormsby            | Halifax, Nova Scotia            |
| 1996  | Manitoba             | Jeff Stoughton, Ken Tresoor, Garry VanDenBerghe, Steve Gould | Alberta              | Kevin Martin, Don Walchuk, Shawn Broda, Don Bartlett           | Kamloops, British Columbia      |
| 1997  | Alberta              | Kevin Martin, Don Walchuk, Rudy Ramcharan, Don Bartlett      | Manitoba             | Vic Peters, Dan Carey, Chris Neufeld, Scott Grant              | Calgary, Alberta                |
| 1998  | Ontario              | Wayne Middaugh, Graeme McCarrel, Ian Tetley, Scott Bailey    | Québec               | Guy Hemmings, Pierre Charette, Guy Thibaudeau, Dale Ness       | Winnipeg, Manitoba              |
| 1999  | Manitoba             | Jeff Stoughton, Jon Mead, Garry VanDenBerghe, Doug Armstrong | Québec               | Guy Hemmings, Pierre Charette, Guy Thibaudeau, Dale Ness       | Edmonton, Alberta               |
| 2000  | Colombie-Britannique | Greg McAulay, Brent Pierce, Bryan Miki, Jody Sveistrup       | Nouveau-Brunswick    | Russ Howard, Wayne Tallon, Rick Perron, Grant Odishaw          | Saskatoon (Saskatchewan)        |

### BrierNokia
| Brier | Province championne | Équipe championne                                         | Province finaliste | Équipe finaliste                                          | Hôte                     |
| ----- | ------------------- | --------------------------------------------------------- | ------------------ | --------------------------------------------------------- | ------------------------ |
| 2001  | Alberta             | Randy Ferbey, David Nedohin, Scott Pfeifer, Marcel Rocque | Manitoba           | Kerry Burtnyk, Jeff Ryan, Rob Meakin, Keith Fenton        | Ottawa                   |
| 2002  | Alberta             | Randy Ferbey, David Nedohin, Scott Pfeifer, Marcel Rocque | Ontario            | John Morris, Joe Frans, Craig Savill, Brent Laing         | Calgary, Alberta         |
| 2003  | Alberta             | Randy Ferbey, David Nedohin, Scott Pfeifer, Marcel Rocque | Nouvelle-Écosse    | Mark Dacey, Bruce Lohnes, Rob Harris, Andrew Gibson       | Halifax, Nouvelle-Écosse |
| 2004  | Nouvelle-Écosse     | Mark Dacey, Bruce Lohnes, Rob Harris, Andrew Gibson       | Alberta            | Randy Ferbey, David Nedohin, Scott Pfeifer, Marcel Rocque | Saskatoon (Saskatchewan) |

### BrierTim Hortons
| Brier | Province championne | Équipe championne                                                  | Province finaliste      | Équipe finaliste                                             | Hôte                     |
| ----- | ------------------- | ------------------------------------------------------------------ | ----------------------- | ------------------------------------------------------------ | ------------------------ |
| 2005  | Alberta             | Randy Ferbey, David Nedohin, Scott Pfeifer, Marcel Rocque          | Nouvelle-Écosse         | Shawn Adams, Paul Flemming, Craig Burgess, Kelly Mittelstadt | Edmonton, Alberta        |
| 2006  | Québec              | Jean-Michel Ménard, François Roberge, Éric Sylvain, Maxime Elmaleh | Ontario                 | Glenn Howard, Richard Hart, Brent Laing, Craig Savill        | Regina, Saskatchewan     |
| 2007  | Ontario             | Glenn Howard, Richard Hart, Brent Laing, Craig Savill              | Terre-Neuve-et-Labrador | Jamie Korab, Chris Schille, Mark Nichols, Brad Gushue        | Hamilton, Ontario        |
| 2008  | Alberta             | Kevin Martin, John Morris, Marc Kennedy, Ben Hebert                | Ontario                 | Glenn Howard, Richard Hart, Brent Laing, Craig Savill        | Winnipeg, Manitoba       |
| 2009  | Alberta             | Kevin Martin, John Morris, Marc Kennedy, Ben Hebert                | Manitoba                | Jeff Stoughton, Kevin Park, Rob Fowler, Steve Gould          | Calgary, Alberta         |
| 2010  | Alberta             | Kevin Koe, Blake MacDonald, Carter Rycroft, Nolan Thiessen         | Ontario                 | Glenn Howard, Richard Hart, Brent Laing, Craig Savill        | Halifax, Nouvelle-Écosse |

| Tournoi | Or                      | Or                                                            | Argent                  | Argent                                                        | Bronze                  | Bronze                                                      | Ville Hôtesse                                          |
| Tournoi | Province                | Équipe                                                        | Province                | Équipe                                                        | Province                | Équipe                                                      | Ville Hôtesse                                          |
| ------- | ----------------------- | ------------------------------------------------------------- | ----------------------- | ------------------------------------------------------------- | ----------------------- | ----------------------------------------------------------- | ------------------------------------------------------ |
| 2011    | Manitoba                | Jeff Stoughton Jon Mead Reid Carruthers Steve Gould           | Ontario                 | Glenn Howard Richard Hart Brent Laing Craig Savill            | Terre-Neuve-et-Labrador | Brad Gushue Mark Nichols Ryan Fry Jamie Danbrook            | London, Ontario (2)                                    |
| 2012    | Ontario                 | Glenn Howard Wayne Middaugh Brent Laing Craig Savill          | Alberta                 | Kevin Koe Pat Simmons Carter Rycroft Nolan Thiessen           | Manitoba                | Rob Fowler Allan Lyburn Richard Daneault Derek Samagalski   | Saskatoon, Saskatchewan (6)                            |
| 2013    | Nord de l'Ontario       | Brad Jacobs Ryan Fry E.J. Harnden Ryan Harnden                | Manitoba                | Jeff Stoughton Jon Mead Reid Carruthers Mark Nichols          | Ontario                 | Glenn Howard Wayne Middaugh Brent Laing Craig Savill        | Edmonton, Alberta (6)                                  |
| 2014    | Alberta                 | Kevin Koe Pat Simmons Carter Rycroft Nolan Thiessen           | Colombie-Britannique    | John Morris Jim Cotter Tyrel Griffith Rick Sawatsky           | Manitoba                | Jeff Stoughton Jon Mead Mark Nichols Reid Carruthers        | Kamloops, Colombie-Britannique (2)                     |
| 2015    | Canada                  | Pat Simmons John Morris Carter Rycroft Nolan Thiessen         | Nord de l'Ontario       | Brad Jacobs Ryan Fry E.J. Harnden Ryan Harnden                | Saskatchewan            | Steve Laycock Kirk Muyres Colton Flasch Dallan Muyres       | Calgary, Alberta (7)                                   |
| 2016    | Alberta                 | Kevin Koe Marc Kennedy Brent Laing Ben Hebert                 | Terre-Neuve-et-Labrador | Brad Gushue Mark Nichols Brett Gallant Geoff Walker           | Nord de l'Ontario       | Brad Jacobs Ryan Fry E.J. Harnden Ryan Harnden              | Ottawa, Ontario (4)                                    |
| 2017    | Terre-Neuve-et-Labrador | Brad Gushue Mark Nichols Brett Gallant Geoff Walker           | Canada                  | Kevin Koe Marc Kennedy Brent Laing Ben Hebert                 | Manitoba                | Mike McEwen B.J. Neufeld Matt Wozniak Denni Neufeld         | Saint-Jean de Terre-Neuve, Terre-Neuve-et-Labrador (2) |
| 2018    | Canada                  | Brad Gushue Mark Nichols Brett Gallant Geoff Walker           | Alberta                 | Brendan Bottcher Darren Moulding Brad Thiessen Karrick Martin | Ontario                 | John Epping Mat Camm Pat Janssen Tim March                  | Regina, Saskatchewan (5)                               |
| 2019    | Alberta                 | Kevin Koe B.J. Neufeld Colton Flasch Ben Hebert               | Wild Card               | Brendan Bottcher Darren Moulding Brad Thiessen Karrick Martin | Nord de l'Ontario       | Brad Jacobs Ryan Fry E.J. Harnden Ryan Harnden              | Brandon, Manitoba (3)                                  |
| 2020    | Terre-Neuve-et-Labrador | Brad Gushue Mark Nichols Brett Gallant Geoff Walker           | Alberta                 | Brendan Bottcher Darren Moulding Brad Thiessen Karrick Martin | Saskatchewan            | Matt Dunstone Braeden Moskowy Catlin Schneider Dustin Kidby | Kingston, Ontario (2)                                  |
| 2021    | Alberta                 | Brendan Bottcher Darren Moulding Brad Thiessen Karrick Martin | Wild Card 2             | Kevin Koe B.J. Neufeld John Morris Ben Hebert                 | Saskatchewan            | Matt Dunstone Braeden Moskowy Kirk Muyres Dustin Kidby      | Calgary, Alberta (8)                                   |
| 2022    | Wild Card 1             | Brad Gushue Mark Nichols Brett Gallant Geoff Walker           | Alberta                 | Kevin Koe B.J. Neufeld John Morris Ben Hebert                 | Canada                  | Brendan Bottcher Pat Janssen Brad Thiessen Karrick Martin   | Lethbridge, Alberta                                    |
| 2023    | Canada                  | Brad Gushue Mark Nichols E.J. Harnden Geoff Walker            | Manitoba                | Matt Dunstone B.J. Neufeld Colton Lott Ryan Harnden           | Wild Card 1             | Brendan Bottcher Marc Kennedy Brett Gallant Ben Hebert      | London, Ontario (3)                                    |

### BrierMontana's
| Tournoi | Or       | Or                                                 | Argent       | Argent                                          | Bronze           | Bronze                                                 | Ville Hôtesse                           |
| Tournoi | Province | Équipe                                             | Province     | Équipe                                          | Province         | Équipe                                                 | Ville Hôtesse                           |
| ------- | -------- | -------------------------------------------------- | ------------ | ----------------------------------------------- | ---------------- | ------------------------------------------------------ | --------------------------------------- |
| 2024    | Canada   | Brad Gushue Mark Nichols E.J. Harnden Geoff Walker | Saskatchewan | Mike McEwen Colton Flasch Kevin Marsh Dan Marsh | Alberta Bottcher | Brendan Bottcher Marc Kennedy Brett Gallant Ben Hebert | Regina, Saskatchewan (6)                |
| 2025    |          |                                                    |              |                                                 |                  |                                                        | Kelowna, Colombie-Britannique (2)       |
| 2026    |          |                                                    |              |                                                 |                  |                                                        | Saint-Jean, Terre-Neuve-et-Labrador (3) |